# Euthrixius
Euthrixius is een vliegengeslacht uit de familie van de roofvliegen (Asilidae).

## Soorten
- E. distinguendus Lynch Arribálzaga, 1881
- E. rufipes (Philippi, 1865)
- E. venustus (Philippi, 1865)